# Gimantis authaemon
Gimantis authaemon (лат.) — вид богомолов рода Gimantis из семейства Gonypetidae.

## Распространение
Встречается в Южной Азии и Юго-Восточной Азии: Индия, Малайзия, Мьянма и Таиланд. В 2010 году найден во Вьетнаме.

## Описание
Длина около 3 см. Лобный склерит черный. Пронотум зубчатый на расширенной части; метазона простернума с 2 продольными широкими полосами черного цвета. Диск бедра между наружными и внутренними шипами с черным пятном около 1-го и 2-го наружных шипов. Передние ноги: бедра крупные с 4 наружными шипами, расположенными на равном расстоянии, 2-й и 3-й шипы меньше двух других; передние голени с 11 наружными шипами.